# Dacetinops
Dacetinops is een geslacht van mieren uit de onderfamilie van de Myrmicinae (Knoopmieren).

## Soorten
- D. cibdelus Brown & Wilson, 1957
- D. cirrosus Taylor, 1985
- D. concinnus Taylor, 1965
- D. darlingtoni Taylor, 1985
- D. ignotus Taylor, 1985
- D. solivagus Taylor, 1985
- D. wilsoni Taylor, 1985